# Cuniculina cunicula
Cuniculina cunicula är en insektsart som först beskrevs av John Obadiah Westwood 1859.  Cuniculina cunicula ingår i släktet Cuniculina och familjen Phasmatidae. Inga underarter finns listade i Catalogue of Life.